# Allium atropurpureum
Ail pourpre
Espèce
Classification APG III (2009)
Allium atropurpureum (ou ail pourpre) est une espèce de plante herbacée vivace appartenant au genre Allium (les ails ou aulx) et à la famille des Amaryllidacées.
Sa hampe florale atteint 70 à 100 cm. Elle forme une ombelle de fleurs rouge-likas. Elle fleurit en Juin-Juillet. Les feuilles disparaissent en hiver.

## Territoire d'origine
Il s'étend de la Hongrie à la Turquie. C'est une plante de climat tempéré.

## Utilisation
Elle est utilisée comme plante ornementale qui a besoin de soleil et convient aux terrains secs et rocailleux.